# Labécède-Lauragais
Labécède-Lauragais è un comune francese di 399 abitanti situato nel dipartimento dell'Aude nella regione dell'Occitania.

## Società

### Evoluzione demografica
Abitanti censiti